# Lista över byggnader och platser i Lund
Detta är en lista över byggnader och platser i staden Lund.
| Byggnad                      | Funktion                                                                              | Invigd     | Arkitekt                                                                                       | Stadsdel        | Övrigt | Bild                                                                                             |
| ---------------------------- | ------------------------------------------------------------------------------------- | ---------- | ---------------------------------------------------------------------------------------------- | --------------- | ------ | ------------------------------------------------------------------------------------------------ |
| AF-borgen                    | Tillhåll för Akademiska föreningen                                                    | 1851       | Hans Jakob Strömberg, Fredrik Sundbärg (tillbyggnad 1909-11), Hans Westman (ombyggnad 1951-53) |                 |        |                                                                                                  |
| Allhelgonakyrkan             | Kyrka                                                                                 | 1891       | Helgo Zettervall                                                                               |                 |        |                                                                                                  |
| Apoteket Svanen              |                                                                                       |            |                                                                                                |                 |        |                                                                                                  |
| Archaeologicum               | Tidigare institutionsbyggnad för bland annat anatomi, geologi, teologi och arkeologi. |            |                                                                                                |                 |        |                                                                                                  |
| Centralstationen             | Station                                                                               | 1858       | Okänd (troligen dansk)                                                                         |                 |        |                                                                                                  |
| Dekanhuset                   |                                                                                       |            |                                                                                                |                 |        |                                                                                                  |
| Domkyrkan                    | Kyrka                                                                                 | 1100-talet |                                                                                                |                 |        |                                                                                                  |
| Ekska huset                  |                                                                                       |            |                                                                                                |                 |        |                                                                                                  |
| Gamla observatoriet          |                                                                                       |            | Helgo Zettervall                                                                               |                 |        |                                                                                                  |
| Glädjen 15                   |                                                                                       | 1700-talet |                                                                                                |                 |        |                                                                                                  |
| Grand Hotel                  | Hotell                                                                                | 1899       | Alfred Hellerström                                                                             |                 |        |                                                                                                  |
| Helgeandskyrkan              | Kyrka                                                                                 |            |                                                                                                |                 |        |                                                                                                  |
| Idrottshallen                |                                                                                       |            |                                                                                                |                 |        |                                                                                                  |
| Ingvar Kamprad Designcentrum | En del av Lunds Universitet.                                                          |            |                                                                                                |                 |        |                                                                                                  |
| Katedralskolan               | Skola                                                                                 | 1895–1896  | Alfred Hellerström                                                                             |                 |        |                                                                                                  |
| Lunds konsthall              | Kommunal konsthall                                                                    | 1957       | Klas Anshelm                                                                                   |                 |        |                                                                                                  |
| Krognoshuset                 |                                                                                       |            |                                                                                                |                 |        |                                                                                                  |
| Kungshuset                   | Tidigare tillhåll för filosofsika institutionen i Lund.                               |            |                                                                                                |                 |        |                                                                                                  |
| Liberiet                     |                                                                                       |            |                                                                                                |                 |        |                                                                                                  |
| Liljewalchska huset          |                                                                                       |            |                                                                                                |                 |        |                                                                                                  |
| Locus Peccatorum             |                                                                                       |            |                                                                                                |                 |        |                                                                                                  |
| Maria Magdalena kyrka        | Kyrka                                                                                 | 1992       |                                                                                                |                 |        |                                                                                                  |
| Norra Nöbbelövs kyrka        | Kyrka                                                                                 |            |                                                                                                |                 |        |                                                                                                  |
| Palaestra et Odeum           | Del av Lunds universitet.                                                             |            |                                                                                                |                 |        |                                                                                                  |
| Palais d'Ask                 |                                                                                       | 1834       |                                                                                                |                 |        |                                                                                                  |
| Petersgårdens kyrka          | Kyrka                                                                                 |            |                                                                                                |                 |        |                                                                                                  |
| Sankt Hans kyrka             | Kyrka                                                                                 | 1971       |                                                                                                |                 |        |                                                                                                  |
| Sankt Peters Klosters kyrka  | Kyrka                                                                                 | 1300-talet |                                                                                                |                 |        |                                                                                                  |
| Sankt Knuts kyrka            | Kyrka                                                                                 | 1973       |                                                                                                |                 |        |                                                                                                  |
| Sparta studentcentrum        | Studentboende                                                                         | 1971       | Bengt Edman                                                                                    | Tuna            |        |                                                                                                  |
| Spyken                       | Skola                                                                                 |            |                                                                                                |                 |        |                                                                                                  |
| Stadsbiblioteket             | Bibliotek                                                                             |            |                                                                                                |                 |        |                                                                                                  |
| Stäket                       |                                                                                       | 1500-talet |                                                                                                |                 |        |                                                                                                  |
| Universitetsbiblioteket      | Bibliotek                                                                             |            |                                                                                                |                 |        |                                                                                                  |
| Universitetshuset            |                                                                                       |            |                                                                                                |                 |        |                                                                                                  |
| Universitetssjukhuset        | Sjukhus                                                                               |            |                                                                                                |                 |        |                                                                                                  |
| Ugglan                       | Församlingshem                                                                        | 1901       |                                                                                                |                 |        |                                                                                                  |
| Westmans villa               |                                                                                       |            |                                                                                                |                 |        |                                                                                                  |
| Wickmanska gården            |                                                                                       | 2002       |                                                                                                |                 |        |                                                                                                  |
| Vårfruskolan                 | Skola                                                                                 | 1868       | Stenhammar                                                                                     | Centrala staden |        |                                                                                                  |
| Zettervallska villan         |                                                                                       | 1871       | Helgo Zettervall                                                                               |                 |        |                                                                                                  |
| Åke Hans                     |                                                                                       |            |                                                                                                |                 |        |                                                                                                  |
| Östratornskolan              | Skola                                                                                 |            |                                                                                                |                 |        |                                                                                                  |
| Östervångsskolan             | Skola                                                                                 | 1871       | JEA Nielsen                                                                                    |                 |        | Östervångsskolan - ett gammelt husen med medeltidsromantisk stil med hörntorn och rik tegeldekor |